# Mieczysław Detyniecki
Mieczysław Detyniecki (ur. 28 listopada 1938 w Wesołej, zm. 8 lutego 2024) - artysta malarz, absolwent Akademii Sztuk Pięknych w Warszawie. Jego prace były prezentowane na wystawach zbiorowych w różnych krajach, m.in. w Wenezueli: Centrum Sztuk Pięknych w Maracaibo w 1971 roku, w Galerii Durban w Caracas w 1979 roku i w Muzeum Sztuki Współczesnej w Caracas w 1982 roku. Jego prace znajdują się w wenezuelskich kolekcjach muzealnych. Był współautorem bibliofilskiej książki "Lo visible - lo decible", wydanej w Caracas w 1976 roku. Był również laureatem nagrody na salonie ogólnokrajowym w wenezuelskim mieście Merida w 1975 roku, a w 1972 roku wenezuelskiej nagrody państwowej w dziedzinie rysunku.